# 1316
Il 1316 (MCCCXVI in numeri romani) è un anno bisestile del XIV secolo.

## Eventi
- 12 giugno - Castruccio Castracani, capo del partito ghibellino in Toscana, viene nominato Signore di Lucca.

## Nati
- 2 marzo - Roberto II di Scozia, re scozzese († 1390)
- 11 aprile - Édouard de Beaujeu, militare francese († 1351)
- 14 maggio - Carlo IV di Lussemburgo, sovrano († 1378)
- 15 agosto - Giovanni Plantageneto, conte di Cornovaglia, nobile inglese († 1336)
- 7 novembre - Simeone di Russia, principe russo († 1353)
- 15 novembre - Giovanni I di Francia, re francese († 1316)
- Bianca di Namur, regina († 1363)
- Magnus IV di Svezia, re svedese († 1374)
- Fa Ngum, sovrano laotiano
- Otho Holland, nobile e cavaliere medievale inglese († 1359)
- Bonifacio Lupi, politico e condottiero italiano († 1390)
- Bianca di Valois, nobile francese († 1348)
- John de Beauchamp, I barone Beauchamp, nobile e militare inglese († 1360)
- Guido di Lusignano, cavaliere medievale francese († 1343)
- Alberto di Sassonia, filosofo e vescovo cattolico tedesco († 1390)

## Morti
- 3 gennaio - 'Ala' al-Din II di Delhi, sultano (n. 1266)
- 30 gennaio - Goffredo I di Tubinga, nobile tedesco
- 18 febbraio - Nicola II di Werle, principe
- 1º marzo - Niccolò di Butrinto, vescovo e diplomatico lussemburghese
- 2 marzo - Marjorie Bruce, principessa scozzese (n. 1296)
- 12 marzo - Stefano Dragutin di Serbia, sovrano serbo (n. 1252)
- 5 maggio - Elisabetta d'Inghilterra, contessa (n. 1282)
- 5 giugno - Luigi X di Francia, re (n. 1289)
- 22 giugno - Lamberto I da Polenta, condottiero italiano
- 29 giugno - Raimondo Lullo, filosofo, scrittore e teologo spagnolo (n. 1232)
- 2 agosto - Luigi di Borgogna, re (n. 1297)
- 14 agosto - Papiniano della Rovere, vescovo cattolico italiano
- 30 agosto - Giovanni Pipino da Barletta, notaio e condottiero italiano
- 10 settembre - John FitzGerald, I conte di Kildare, nobile irlandese (n. 1250)
- 20 novembre - Giovanni I di Francia, re francese (n. 1316)
- 26 novembre - Robert Wishart, vescovo cattolico scozzese
- 16 dicembre - Oljeitu, mongolo (n. 1280)
- 22 dicembre - Egidio Romano, arcivescovo cattolico, teologo e filosofo italiano
- Atanasio III di Alessandria, arcivescovo ortodosso egiziano
- Michele Cantacuzeno
- Giovanni di Charolais, nobile (n. 1283)
- Ferdinando d'Aragona, nobile (n. 1278)
- Guo Shoujing, astronomo, ingegnere e matematico cinese (n. 1231)
- Andrea da Isernia, giurista italiano
- Laura di Chabanais, francese
- Pietro d'Abano, filosofo, medico e astrologo italiano (n. 1250)
- Vytenis, nobile lituano (n. 1260)
- Rodolfo I da Varano, politico italiano
- William de Ros, II barone de Ros, nobile inglese

## Calendario
| Calendario 1316 | Calendario 1316 | Calendario 1316 | Calendario 1316 | Calendario 1316 | Calendario 1316 | Calendario 1316 | Calendario 1316 | Calendario 1316 | Calendario 1316 | Calendario 1316 | Calendario 1316 | Calendario 1316 | Calendario 1316 | Calendario 1316 | Calendario 1316 | Calendario 1316 | Calendario 1316 | Calendario 1316 | Calendario 1316 | Calendario 1316 | Calendario 1316 | Calendario 1316 | Calendario 1316 | Calendario 1316 | Calendario 1316 | Calendario 1316 | Calendario 1316 | Calendario 1316 | Calendario 1316 | Calendario 1316 | Calendario 1316 | Calendario 1316 |
| --------------- | --------------- | --------------- | --------------- | --------------- | --------------- | --------------- | --------------- | --------------- | --------------- | --------------- | --------------- | --------------- | --------------- | --------------- | --------------- | --------------- | --------------- | --------------- | --------------- | --------------- | --------------- | --------------- | --------------- | --------------- | --------------- | --------------- | --------------- | --------------- | --------------- | --------------- | --------------- | --------------- |
|                 | 1               | 2               | 3               | 4               | 5               | 6               | 7               | 8               | 9               | 10              | 11              | 12              | 13              | 14              | 15              | 16              | 17              | 18              | 19              | 20              | 21              | 22              | 23              | 24              | 25              | 26              | 27              | 28              | 29              | 30              | 31              |                 |
| Gennaio         | Gi              | Ve              | Sa              | Do              | Lu              | Ma              | Me              | Gi              | Ve              | Sa              | Do              | Lu              | Ma              | Me              | Gi              | Ve              | Sa              | Do              | Lu              | Ma              | Me              | Gi              | Ve              | Sa              | Do              | Lu              | Ma              | Me              | Gi              | Ve              | Sa              |                 |
| Febbraio        | Do              | Lu              | Ma              | Me              | Gi              | Ve              | Sa              | Do              | Lu              | Ma              | Me              | Gi              | Ve              | Sa              | Do              | Lu              | Ma              | Me              | Gi              | Ve              | Sa              | Do              | Lu              | Ma              | Me              | Gi              | Ve              | Sa              | Do              |                 |                 |                 |
| Marzo           | Lu              | Ma              | Me              | Gi              | Ve              | Sa              | Do              | Lu              | Ma              | Me              | Gi              | Ve              | Sa              | Do              | Lu              | Ma              | Me              | Gi              | Ve              | Sa              | Do              | Lu              | Ma              | Me              | Gi              | Ve              | Sa              | Do              | Lu              | Ma              | Me              |                 |
| Aprile          | Gi              | Ve              | Sa              | Do              | Lu              | Ma              | Me              | Gi              | Ve              | Sa              | Do              | Lu              | Ma              | Me              | Gi              | Ve              | Sa              | Do              | Lu              | Ma              | Me              | Gi              | Ve              | Sa              | Do              | Lu              | Ma              | Me              | Gi              | Ve              |                 |                 |
| Maggio          | Sa              | Do              | Lu              | Ma              | Me              | Gi              | Ve              | Sa              | Do              | Lu              | Ma              | Me              | Gi              | Ve              | Sa              | Do              | Lu              | Ma              | Me              | Gi              | Ve              | Sa              | Do              | Lu              | Ma              | Me              | Gi              | Ve              | Sa              | Do              | Lu              |                 |
| Giugno          | Ma              | Me              | Gi              | Ve              | Sa              | Do              | Lu              | Ma              | Me              | Gi              | Ve              | Sa              | Do              | Lu              | Ma              | Me              | Gi              | Ve              | Sa              | Do              | Lu              | Ma              | Me              | Gi              | Ve              | Sa              | Do              | Lu              | Ma              | Me              |                 |                 |
| Luglio          | Gi              | Ve              | Sa              | Do              | Lu              | Ma              | Me              | Gi              | Ve              | Sa              | Do              | Lu              | Ma              | Me              | Gi              | Ve              | Sa              | Do              | Lu              | Ma              | Me              | Gi              | Ve              | Sa              | Do              | Lu              | Ma              | Me              | Gi              | Ve              | Sa              |                 |
| Agosto          | Do              | Lu              | Ma              | Me              | Gi              | Ve              | Sa              | Do              | Lu              | Ma              | Me              | Gi              | Ve              | Sa              | Do              | Lu              | Ma              | Me              | Gi              | Ve              | Sa              | Do              | Lu              | Ma              | Me              | Gi              | Ve              | Sa              | Do              | Lu              | Ma              |                 |
| Settembre       | Me              | Gi              | Ve              | Sa              | Do              | Lu              | Ma              | Me              | Gi              | Ve              | Sa              | Do              | Lu              | Ma              | Me              | Gi              | Ve              | Sa              | Do              | Lu              | Ma              | Me              | Gi              | Ve              | Sa              | Do              | Lu              | Ma              | Me              | Gi              |                 |                 |
| Ottobre         | Ve              | Sa              | Do              | Lu              | Ma              | Me              | Gi              | Ve              | Sa              | Do              | Lu              | Ma              | Me              | Gi              | Ve              | Sa              | Do              | Lu              | Ma              | Me              | Gi              | Ve              | Sa              | Do              | Lu              | Ma              | Me              | Gi              | Ve              | Sa              | Do              |                 |
| Novembre        | Lu              | Ma              | Me              | Gi              | Ve              | Sa              | Do              | Lu              | Ma              | Me              | Gi              | Ve              | Sa              | Do              | Lu              | Ma              | Me              | Gi              | Ve              | Sa              | Do              | Lu              | Ma              | Me              | Gi              | Ve              | Sa              | Do              | Lu              | Ma              |                 |                 |
| Dicembre        | Me              | Gi              | Ve              | Sa              | Do              | Lu              | Ma              | Me              | Gi              | Ve              | Sa              | Do              | Lu              | Ma              | Me              | Gi              | Ve              | Sa              | Do              | Lu              | Ma              | Me              | Gi              | Ve              | Sa              | Do              | Lu              | Ma              | Me              | Gi              | Ve              |                 |